# ボールの跳ね返り運動

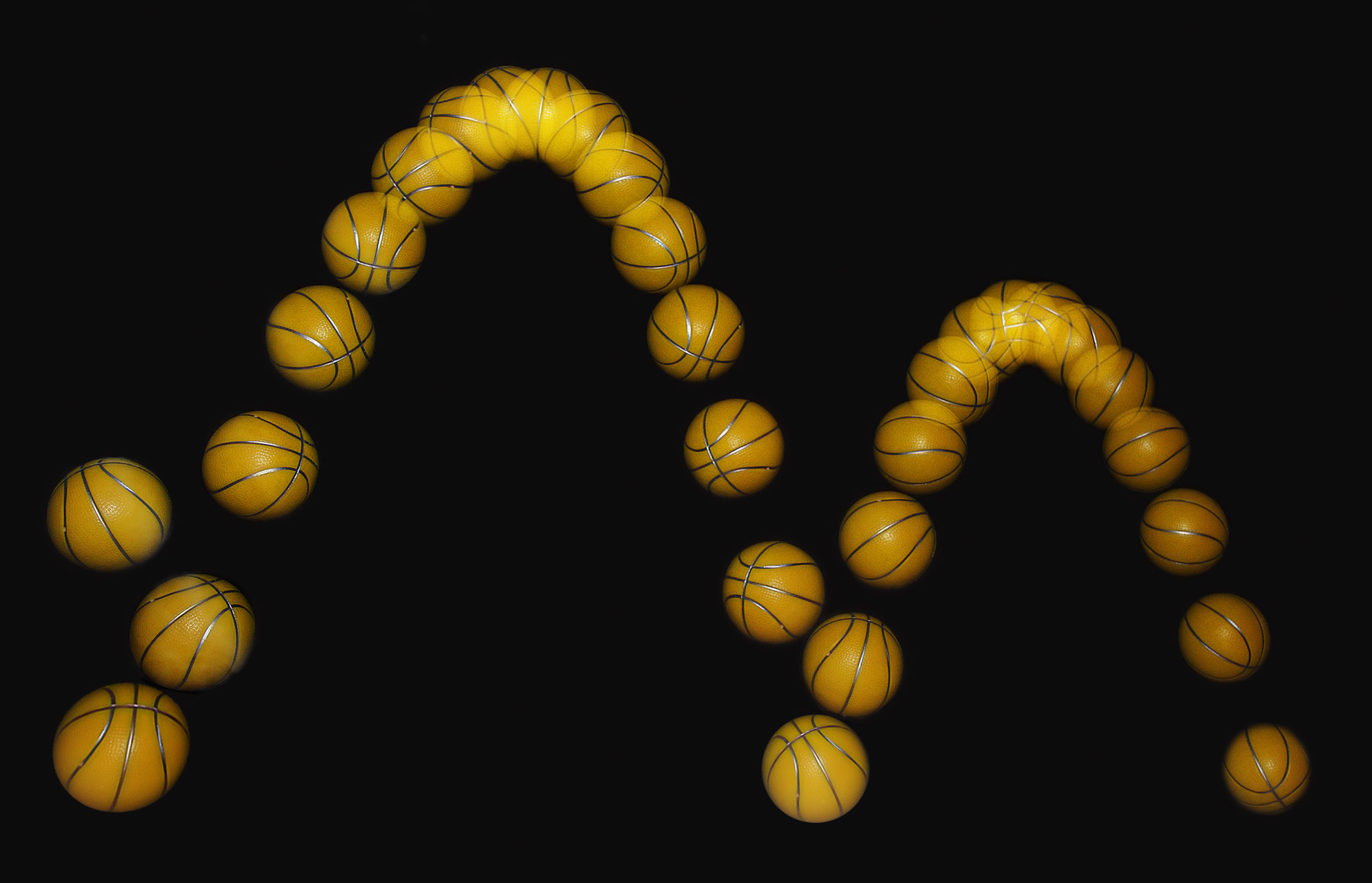
跳ねるボール。空気抵抗の影響を受けるため、運動は完全に放物線を描くわけではない。

ボールの跳ね返り運動（ボールのはねかえりうんどう）とは、他の物体に衝突して跳ね返るボールの物理的な振る舞いのことである。特に他の物体表面と衝突する直前、瞬間、直後の運動について概説する。跳ね返るボールの振る舞いの一部は、高校または学部レベルの物理学において、力学の導入として役立つような題材である一方、その挙動を正確にモデリングすると複雑であり、スポーツ工学にも関連がある。
ボールのふるまいは一般に斜方投射（重力、抗力、マグヌス効果、浮力の影響を受ける）として扱うことができるが、特に他物体との衝突は、通常反発係数によって特徴づけられる（ボールそのものや衝突面の性質、衝突速度、回転、温度や圧力などの局所的な条件によって変化する）。多くのスポーツ競技においては、フェアプレーを担保するために、ボールの弾性に一定の制限を課し、ボールの空力的な特性を不正に変化させることを禁じている。ボールの弾性は、メソアメリカの球戯が行われていたような古い時期からスポーツの特徴の一つになっていた。

## 飛行中に加わる力と運動への影響

空中を回転しながら飛ぶボールに作用する力。重力（F_{G}）、抗力（F_{D}）、マグヌス力（F_{M}）、浮力（F_{B}）。

バウンドするボールの運動は、投射運動に従う。現実のボールには、以下のような多くの力が作用している。代表的なものとしては、重力（FG）、空気抵抗による抗力（FD）、ボールのスピンによるマグヌス力（FM）、浮力（FB）などがある。一般に、ボールの運動を解析するには、これらの力全てを考慮に入れた上で運動方程式を用いればよい。なお、以下では面に対して水平でボールの進行方向と同じ向きをx軸、面に対して垂直な方向をy軸、面に対して水平でボールの進行方向に直交する向きをz軸とする。またそれぞれの軸の単位方向ベクトルをそれぞれi, j, kと表す。
{\displaystyle {\begin{aligned}\sum \mathbf {F} &=m\mathbf {a} \\\mathbf {F} _{\text{G}}+\mathbf {F} _{\text{D}}+\mathbf {F} _{\text{M}}+\mathbf {F} _{\text{B}}&=m\mathbf {a} =m{\frac {d\mathbf {v} }{dt}}=m{\frac {d^{2}\mathbf {r} }{dt^{2}}}\end{aligned}}}
ここで、mはボールの質量である。また、a、v、rはそれぞれ、時間tにおけるボールの加速度、速度、位置を表す。

### 重力

地面に衝突後、仰角70°で跳ね上がったボールが再び地面に到達するまでの弾道。:抵抗を考えない場合。:レイノルズ数が小さくストークスの法則にしたがう空気抵抗を考える場合。:レイノルズ数が大きくニュートンの抵抗法則にしたがう抵抗を考える場合。

重力は物体に対して鉛直下向きに働き、その大きさは以下の等式で表せる。
{\displaystyle F_{\text{G}}=mg}
ここでmはボールの質量、gは重力加速度であり、地球上では9.764 m/s2から9.834 m/s2の間の大きさとなる。通常、重力以外のボールに働く力は、重力に比べると十分小さいため、重力の影響が支配的であるとする理想的な条件の元で解析することがしばしばある。重力だけがボールに作用するとする場合、空中を飛んでいる間は力学的エネルギーが保存される。運動方程式は以下の式で与えられる。
{\displaystyle {\begin{aligned}\mathbf {a} &=-g\mathbf {j} \\\mathbf {v} &=\mathbf {v} _{\text{0}}+\mathbf {a} t\\\mathbf {r} &=\mathbf {r} _{0}+\mathbf {v} _{0}t+{\frac {1}{2}}\mathbf {a} t^{2}\end{aligned}}}
ここでa、v、rはそれぞれ、時間tにおけるボールの加速度、速度、位置を表し、v0、r0はそれぞれ、ボールの初速度および初期位置を表す。
より具体的な例を解析する。ボールが地面に接触してバウンドし、地面に対して角度θの向きに運動するとき、その運動のx軸方向成分とy軸方向成分（それぞれ水平方向と垂直方向の動きを表す）は次のように表せる。
| x軸成分 {\displaystyle {\begin{aligned}a_{x}&=0\\v_{x}&=v_{0}\cos \left(\theta \right)\\x&=x_{0}+v_{0}\cos \left(\theta \right)t\end{aligned}}} |  | y軸成分 {\displaystyle {\begin{aligned}a_{y}&=-g\\v_{y}&=v_{0}\sin \left(\theta \right)-gt\\y&=y_{0}+v_{0}\sin \left(\theta \right)t-{\frac {1}{2}}gt^{2}\end{aligned}}} |

この方程式からは、平らな面に衝突して跳ね返ったボールが到達する最大の高度（H）と飛距離（R）および次に地面に衝突するまでの時間（T）が得られる。
{\displaystyle {\begin{aligned}H&={\frac {v_{0}^{2}}{2g}}\sin ^{2}\left(\theta \right)\\R&={\frac {v_{0}^{2}}{g}}\sin \left(2\theta \right)\\T&={\frac {2v_{0}}{g}}\sin \left(\theta \right)\end{aligned}}}
以上では重力の影響のみを考慮してボールの運動を解析したが、さらに空気抵抗（および抗力や風に関連する効果）、マグヌス効果、浮力を考慮に入れることによって、より詳細に解析することができる。ボールが軽ければ軽いほど容易に加速するため、ボールが軽いほど空気抵抗などの重力以外の力の影響を、より強く受けることになる。

### 空気抵抗
ボールの周りの空気の流れは、以下で定義されるレイノルズ数（Re）の値の範囲によって、層流または乱流のいずれかに分類される。
{\displaystyle {\text{Re}}={\frac {\rho Dv}{\mu }}}
ここで、ρは空気密度、μは空気の粘性係数、Dはボールの直径、vはボールの空気に対する速さである。例えば空気の温度が20 °Cのときには、ρ = 1.2 kg/m3、μ = 1.8×10−5 Pa·sである。 
レイノルズ数が非常に小さいときには（Re < 1）、ボールにかかる抗力の大きさは以下のストークスの法則により表される。
{\displaystyle F_{\text{D}}=6\pi \mu rv}
ここで、rはボールの半径である。この抗力は、ボールの進行方向とは反対向きに作用する（すなわち{\displaystyle \textstyle -\mathbf {v} }で表される方向）。但し、スポーツで用いられるボールのほとんどは、レイノルズ数が104〜105の範囲におさまることが多く、ストークスの法則を適用することができない。レイノルズ数が大きい場合には、ボールにかかる抗力の大きさは以下の式で表せる。
{\displaystyle F_{\text{D}}={\frac {1}{2}}\rho C_{\text{d}}Av^{2}}
ここで、Cdは抗力係数、Aはボールの断面積である。
進行方向とは逆の向きの抗力を受けることで、ボールは飛行する間に力学的エネルギーを失うため、高度や飛距離が減少することになる。また他方では、横風によってボールは本来の経路から逸脱する場合もある。ゴルフなどのプレーヤーは、この両方の効果を考慮に入れる必要がある。

### マグヌス効果

バックスピンがかかるボールに作用するマグヌス力。小さく円を描くような曲線は、後方乱気流を表している。気流はボールの回転方向に偏向している。

ボールのスピンは、マグヌス効果を通じてその弾道に影響を与える。クッタ・ジュコーフスキーの定理によれば、空気を非粘性流体と仮定しその中を回転する球を考えると、マグヌス力は以下のように表せる。
{\displaystyle F_{\text{M}}={\frac {8}{3}}\pi r^{3}\rho \omega v}
ここで、rはボールの半径、ωはボールの角速度、ρは空気密度、vは空気に対するボールの速度である。マグヌス力は、運動方向と回転軸のそれぞれに対して垂直な向きに働く（つまり、{\displaystyle \textstyle {\hat {\mathbf {\omega } }}\times \mathbf {v} }で表される向き）。一般に、バックスピンがかかっている場合には上向き、トップスピンがかかる場合には下向きになる。
実際の流体はほとんどの場合粘性を持っており、その場合のマグナス力は以下のように表される。
{\displaystyle F_{\text{M}}={\frac {1}{2}}\rho C_{\text{L}}Av^{2}}
ここで、ρは空気密度、CLは揚力係数、Aはボールの断面積、vは空気に対するボールの速度である。揚力係数は複雑なパラメータで、rω/vで表される比やレイノルズ数、面の粗さ等に依存する。特定の条件下では揚力係数が負になることもあり、その場合にはマグヌス力の方向が逆転する（逆マグヌス効果）。   
テニスやバレーボールなどのスポーツでは、プレーヤーはマグヌス効果を利用して、ボールの弾道を制御することができる（トップスピンやバックスピン）。ゴルフにおいては、通常ゴルファーに不利益となるスライスやフックの原因となるが、ティーショットやその他のショットの飛距離をあげるのに役立つこともある。野球では、投手がマグナス効果を利用することでカーブなどの変化球を投げることができる。 
ボールの改造が反則になることもある。クリケットでは、2006年8月のイングランドとパキスタンの試合 (en:2006 ball-tampering controversy) に関連して議論の的になった。野球には「スピットボール」という用語が存在するが、これはボールの空気力学的性質を変えるために、唾液や松脂といったものでボールをコーティングすることを指し、メジャーリーグや日本のプロ野球では規則で禁止されている行為である。

### 浮力
水や空気などの流体中にある物体は、浮力と呼ばれる上向きの力を受ける。アルキメデスの原理によれば、浮力の大きさは物体によって押しのけられた流体の重量と等しい。球を考えると、浮力（FB）の大きさは次のように表せる。
{\displaystyle F_{\text{B}}={\frac {4}{3}}\pi r^{3}\rho g}
ここで、rは球の半径、ρは流体の密度、gは重力加速度である。浮力は空気中においては、たいていの場合、抗力やマグナス力に比べて小さく無視できる。ただし例えばバスケットボールの場合には、その容積に比べると軽いため浮力はボールの重量の約1.5％に達することもあり、無視できなくなる。

## 衝突

他の物体表面に衝突するボールの圧縮（A→B）と膨張（B→C）。衝突時に受ける力は通常、(特に圧縮が小さい場合には)圧縮された幅に比例し、ばね力としてモデル化できる。

ボールが他の物体表面に衝突すると、ボールだけでなく物体表面も反発、振動し、音や熱などが発生するため、ボールは運動エネルギーを失う。さらに、衝突時の衝撃によりボールは一定の回転成分を得るため、ボールが持っている並進運動エネルギーの一部が回転運動エネルギーに変換されることもある。このようなエネルギーの損失は、通常反発係数（COR、式においてはeで表される）によって（間接的に）特徴付けられる。
{\displaystyle e=-{\frac {v_{\text{f}}-u_{\text{f}}}{v_{\text{i}}-u_{\text{i}}}}}
ここで、vf、viはそれぞれボールの衝突直後、衝突直前の速度であり、uf、uiはそれぞれ、ボールが衝突する対象である物体表面の衝突直後、衝突直前の速度を表す。ボールが衝突する物体が固定されているなど、表面が動かない場合では、反発係数は次のように表せる。
{\displaystyle e=-{\frac {v_{\text{f}}}{v_{\text{i}}}}}
したがって、ボールが床に落下して衝突する場合を考えると、反発係数は0（全く跳ね返らない場合。ボールが持つ運動エネルギーは衝突によってすべて失われる）と1（衝突前と同じ速さで跳ね返る場合。衝突により一切運動エネルギーを失わない）の間で変化する。0未満あるいは1を超えるような反発係数も、理論上は考えることができる。e < 0のときにはボールが表面を突き破ってそのまま運動するような場合に対応し、e > 1のときには衝突を通じてボールの速度が増幅される状況に対応する。実際、特定の条件下で反発係数が1を超える事例も報告されている。
運動の垂直方向成分と水平方向成分を分けて解析する目的で、反発係数の物体表面に対する法線方向成分（ey）と接線方向成分（ex）に分解されることもある。これは以下のように定義される。
{\displaystyle e_{y}=-{\frac {v_{y{\text{f}}}-u_{y{\text{f}}}}{v_{y{\text{i}}}-u_{y{\text{i}}}}}}
{\displaystyle e_{x}=-{\frac {(v_{x{\text{f}}}-r\omega _{\text{f}})-(u_{x{\text{f}}}-R\Omega _{\text{f}})}{(v_{x{\text{i}}}-r\omega _{\text{i}})-(u_{x{\text{i}}}-R\Omega _{\text{i}})}}}
ここで、rとωはボールの半径と角速度であり、RとΩは衝突面（野球のバットなどが一例）の半径と角速度を表す。特に、rωはボールの表面における接線方向の速さで、RΩはボールが衝突した物体の衝撃面における接線方向の速さである。こうした解析は、ボールが斜めの角度で表面に衝突する場合、あるいは回転を考慮する必要がある場合に用いられる。
ボールに作用する力を重力のみと仮定し、さらにボールが回転せずに地面にまっすぐ落下する場合には、反発係数は次のように他のいくつかの物理量と関連付けることができる。
{\displaystyle e=\left|{\frac {v_{\text{f}}}{v_{\text{i}}}}\right|={\sqrt {\frac {K_{\text{f}}}{K_{\text{i}}}}}={\sqrt {\frac {U_{\text{f}}}{U_{\text{i}}}}}={\sqrt {\frac {H_{\text{f}}}{H_{\text{i}}}}}={\frac {T_{\text{f}}}{T_{\text{i}}}}={\sqrt {\frac {gT_{\text{f}}^{2}}{8H_{\text{i}}}}}}
ここで、KとUはそれぞれボールが持つ運動エネルギーと位置エネルギーであり、Hはボールが到達する最大の高さ、Tはボールの飛翔する時間を表す。 iおよびfの添字はそれぞれ、ボールの衝突前、衝突後の状態を表す。同様に、衝撃時に失われるエネルギーも、次のように反発係数を用いて表すことができる。
{\displaystyle {\text{Energy Loss}}={\frac {{K_{\text{i}}}-{K_{\text{f}}}}{K_{\text{i}}}}\times 100\%=\left(1-e^{2}\right)\times 100\%}
ボールの反発係数は、複数の条件によって変化する。下記はその条件の例である。
- 衝突する面の性質（例：草、コンクリート、金網）[49][51]
- ボールの素材（革、ゴム、プラスチックなど）[39]
- ボール内の圧力（中空の場合）[39]
- 衝突時にボールに生じる回転量[52]
- 衝突時の速度[38][39][51][53]

上記以外にも、例えば温度などの外部条件により、衝突面またはボールの特性が変化し、剛性や弾性が変化することもある。こうした変化も、反発係数に影響を与える。一般に、ボールはより速く衝突するほどボールもより変形し、その結果より多くのエネルギーを失うし、反発係数も小さくなる。  

### スピンと衝突時の角度

回転しながら床面に衝突するボールにかかる力。主に、重力、垂直抗力、摩擦力が挙げられる（摩擦力は並進エネルギーにも回転エネルギーにも影響する）。もし床面が傾いている場合、重力の向きは床面に対して同じ角度だけ傾くが、他の力は床が傾いているとしてもその傾いた床に対して水平、もしくは垂直な方向に働く。

地面に衝突すると、ボールの衝突角度や角速度に応じて、並進運動エネルギーの一部が回転運動エネルギーに変換されたり、あるいは逆に回転運動エネルギーの一部が並進運動エネルギーに変換されることがある。ボールが衝突時に地面と水平の方向に動く場合、摩擦力はボールの進行方向と反対の向きの「並進」成分を持つ。上の図では、ボールは右に移動しているため、摩擦力はボールを左に押す向きの並進成分を含む。さらに、ボールが衝突時に回転している場合、摩擦力はボールの回転と反対の向きの「回転」成分を持つ。この図では、ボールは時計回りに回転しているため、地面と衝突する点は、ボールの重心に対して左に移動している。したがって、摩擦の回転成分はボールを右に押す向きに働くことになる。垂直抗力や重力とは異なり、これらの摩擦力はボールにトルクを及ぼし、ボールの角速度（ω）を変化させる作用がある。    
ボールの回転の影響については以下のような事例が考えられる。   
1. ボールにバックスピンがかかっている場合、並進による摩擦と回転による摩擦は同じ方向に作用する。ボールの角速度は、水平方向の速度と同様に衝突後は減少し、ボールは上向きに押し出され、場合によっては元の高さを超えてバウンドすることさえある。また、ボールが反対方向に回転し始め、衝突までの進行方向とは逆に跳ね返る場合もある。
2. ボールにトップスピンがかかっている場合、並進による摩擦と回転による摩擦の作用は反対方向である。この場合の運動は、2つの成分のどちらが支配的であるかによって決まる。
  1. ボールが移動するのに比べはるかに速く回転している場合、回転による摩擦が支配的になる。衝突後、ボールの角速度は減少し、水平方向の速度は増加する。ボールはそれまでの進行方向と同じ向きに押し出されるが、バウンドの最高点は低くなり、同じ向きに回転し続ける。
  2. ボールが回転するのに比べはるかに速く動いている場合、並進による摩擦が支配的になる。衝突後、ボールの角速度は増加するものの、水平速度は減少する。ボールのバウンドはそれまでの高さを超えることはなく、同じ方向に回転し続ける。

地面が角度θだけ傾斜している場合、ボールに働く力などを含め全体が角度θだけ回転するが、重力だけは変わらず鉛直下向きに作用する（すなわち、地面と角度θをなす方向）。このとき、重力は地面に平行な成分を持つため、その成分が摩擦に寄与しボールの回転にも寄与する。 
卓球やラケットボールなどのラケットスポーツにおいて、熟練者はスピン（サイドスピンを含む）を利用することで、地面や相手のラケットといった他の物体表面にボールが当たった際に、ボールの進行方向が突然変わるようにする。クリケットでも同様に、ボールがバウンド地点で大きく軌道変化するような投法（スピンボウリング）のさまざまな形態が存在する。

### 非球形のボール

衝突時にラグビーボールに作用する力としては、重力、垂直抗力、摩擦力がある。

楕円形のボール（カナディアンフットボールやラグビーで使用されるものなど）のバウンドを予測するのは、一般に球形のボールのバウンドを予測するよりもはるかに難しい。衝突の際のボールと衝突面の接点の位置次第で、垂直抗力はボールの重心から前後にずれて作用することもあるし、地面からの摩擦についても、スピンや衝突時の速度だけではなくボールが接触する位置に依存する。また、ボールが地面を転がるとき、一般に力の作用する点は重心に対して相対的に変化する。そのため、垂直抗力や重力を含むあらゆるボールにはたらく力が、ボールにトルクを生じる可能性がある。このことにより、ボールは衝突後、進行方向の前方や後方、横方向など、あらゆる方向にバウンドする可能性がある。回転運動エネルギーの一部が並進運動エネルギーに変換される場合も考えられるから、反発係数が1を超えることもあり、ボールの進行方向の速度が衝突以前に比べて増加する場合もある。 

### 複数積み重ねたときの挙動
テニスボールをバスケットボールの上に乗せ、2つを重ねたまま同時に地面に落下させると、そのテニスボールが跳ね上がる高さは、テニスボールを単独で落とした場合よりもはるかに高くなる。この結果は一見、エネルギー保存則に反しているように見える。しかし、よく観察してみると、テニスボールと同時に落としたバスケットボールは、テニスボールを重ねずに単独で落とした場合に比べると、バウンド後の最高点は低くなっている。つまり、バスケットボールが持つエネルギーの一部がテニスボールに伝達され、テニスボールがより高くまでバウンドしたと考えられる。 
よく用いられる説明として、この問題をバスケットボールが床に衝突することと、バスケットボールがテニスボールに衝突することの2つに分け、それぞれの影響を別々に検討するものがある。完全弾性衝突を仮定する。バスケットボールが1 m/sで床に衝突したとき、同様に1m/sで跳ね返ることになる。テニスボールも同様に1 m/sの速度で落下するが、バスケットボールを基準にするとバスケットボールが床に衝突して跳ね返った後は、テニスボールの相対速度は2 m/sとなる。したがって、テニスボールはバスケットボールに対して相対速度2 m/sで跳ね返ることになる。これは床に対する速度に直せば3 m/sである。つまり、テニスボールを単独で床に落下させた場合と比べると、3倍の速度で跳ね返ることになる。したがって、テニスボールは単独の場合と比較して、9倍の高さまで跳ね返る。実際にはこれらの衝突は非弾性衝突であるから、テニスボールが跳ね返る速度や到達する最高高度は上記の理論値よりも小さくなるが、それでも単独で落下させる場合よりも速く、より高く跳ね返るという結論は変わらない。 
このような順次衝突が発生するという仮定は実際には有効ではない（衝突して跳ね返るまでのほとんどの時間において、2つのボールは互いに接触したままである）が、そうだとしてもこのモデルは実験結果をよく再現することが知られており、超新星のコア崩壊やスイングバイ等のより複雑な現象を理解するために利用されることもある。

## 球技におけるボールの規制
球技の国際競技連盟や各国の国内競技連盟は、さまざまな方法でボールの弾み具合を規制している。
- AFL：オーストラリアン・フットボールで用いられるボールは、そのゲージ圧を62 kPaから76 kPaの範囲に収まるよう規定されている[67]。
- FIBA：バスケットボールをボールの下部を基準として高さ1800 mmから床に向けて落下させる。バウンド後の最高高度がボールの上部を基準として1200 mmから1400 mmの範囲に収まるように、ゲージ圧が調整される[68]。これは、反発係数が0.727〜0.806であることと対応する[注釈 5]。
- FIFA：サッカーボールのゲージ圧は、海抜0 mにおいて0.6 atmから1.1 atm（61から111 kPa ）の範囲に収まるように調整される[69]。
- FIVB：バレーボールのゲージ圧は、通常のバレーボールにおいては0.30 kgF/cm2から0.325 kgF/cm2（29.4〜31.9 kPa）の範囲に収まるように調整され、ビーチバレーにおいては0.175 kgF/cm2から0.225 kgF/cm2 （17.2〜22.1 kPa）の範囲に収まるように調整される[70][71]。
- ITF：「質量の大きい滑らかで剛性のある水平なブロック」にテニスボールを落とした時の、跳ね返る高さを規制している。
- ITTF：卓球のボールについて、30 cmの高さから卓球台に落下させたときに、約23 cmの高さまで跳ね返るように、卓球台の表面を調整することが要求されている[72]。これは、卓球台とボールの間の反発係数が約0.876であることと、ほぼ等しい[注釈 5]。
- NBA：バスケットボールのゲージ圧は、7.5 psiから8.5 psiの範囲に収まるように調整される（51.7〜58.6 kPa）[73]。
- NFL：アメリカンフットボールに使われるボールのゲージ圧は、12.5 psiから13.5 psiの範囲に収まるよう調整される（86〜93 kPa）[74]。
- R＆A / USGA：ゴルフボールの反発係数そのものに対して制限が課されている。ゴルフクラブに対して0.83を超える反発係数になるようなボールは許可されない[75]。

アメリカンフットボールにおけるデフレートゲート問題では、ボールの空気圧が大きな論点になった。なお、一部の球技では、ボールの跳ね返り特性を直接調整するのではなく、代わりにボールの製法を指定することもある。アメリカの野球では、1900年ごろから打者不利の状況が長らく続いていた（デッドボール時代）が、コルクを芯に用いたボールが導入されたことやスピットボールが禁止されたことをきっかけに、ライブボール時代と呼ばれる打者に有利な時代を迎えることとなった。